# Камышеваха (Запорожская область)
Камышева́ха (укр. Комишуваха) — посёлок в Запорожском районе (до 2020 года — Ореховском районе) Запорожской области Украины, административный центр Камышевахской поселковой общины.

## Географическое положение
Камышеваха находится на берегу реки Конка, выше по течению на расстоянии в 3 км расположено село Жёлтенькое, ниже по течению на расстоянии в 4 км расположено село Юльевка (Запорожский район).
Через посёлок проходят автомобильная дорога Т-0803 и железная дорога, станция Фисаки, названа по находящейся в 3 км на север курган-могиле казака Фисака.

## Население
В 1989 году численность населения составляла 6530 человек, на 1 января 2013 года — 5374 человека.

## История
Для защиты, от набегов османов и крымской орды, жителей Российской империи правительством было предусмотрено строительство нового защитного рубежа. Село было основано в 1770 году как поселение для семей солдат Никитинской крепости (двуротная) Днепровской линии, находившейся в 4 километрах на востоке. Сначала поселение называлось в честь наследника престола — Павловка. Но сразу же получило и второе название по имени реки, на которой было расположено, и стало называться Павловка-Камышеватка. Селение Павловка находилась в Мариупольском уезде Екатеринославской губернии. 
С момента основания населённого пункта благодаря заботе правительства Российской империи его население росло, так в 1859 году на территории проживало 1 660 жителей обоего полу, а в 1899 году уже 4 200. В Павловке, в 1863 году, родилась русская революционерка-народница Софья Михайловна Гинсбург.
На 1873 год село Павловка находилась в Александровском уезде Екатеринославской губернии.
На 1913 год в селе проживало 5 177 жителей. В период Великой смуты, Гражданской войны и интервенции в России количество жителей сократилось. Председателем волостного революционного комитета, в Камышевахе, был К. К. Грушецкий (дядя И. С. Грушецкого) который в 1920 году был убит бандитами противниками государства рабочих и крестьян.
В 1970 поселок получил статус ПГТ, а также к нему было присоединено село Хитровка, что на левом берегу Конки, а в 2023 статус ПГТ был полносью ликвидирован в Украине и Камышеваха вновь обрела статус посёлка.

## Экономика
- Хлебоприемное предприятие «Фисаковске»
- Запорожский экспериментальный завод транспортных средств
- «ПО стройматериалов», межхозяйственное
- Комбикормовый завод

## Объекты социальной сферы
- Школа
- Школа I—II ст.
- Камышевахская школа социальной реабилитации для мальчиков

## Известные люди
- Грушецкий, Иван Самойлович (1904—1982) — советский военный и политический деятель, генерал-майор, с 1972 по 1976 годы — председатель Президиума Верховного Совета Украинской ССР.

## Религия
- Храм Архистратига Божия Михаила — настоятель иерей Александр Лобода
- Свято-Елисаветинский женский монастырь

## Топографические карты
- Лист карты L-36-12 Камышеваха. Масштаб: 1 : 100 000. Состояние местности на 1988 год. Издание 1991 г.